# 娅尔米拉·克拉利奇科娃
娅尔米拉·克拉利奇科娃（捷克語：Jarmila Králíčková，1944年5月11日—），捷克女子曲棍球运动员。她曾代表捷克斯洛伐克国家队参加1980年夏季奥林匹克运动会曲棍球比赛，获得一枚银牌。